# Yarlington Mill
Yarlington Mill es una  variedad cultigen de manzano (Malus domestica). 142/5000
Es un cultivar tradicional de manzana de sidra originario del pueblo de Yarlington, en el área de North Cadbury de Somerset, Inglaterra.

## Historia
'Yarlington Mill' se dice que fue descubierto por primera vez como un "brote de semilla" en 1898 por un Sr. Bartlett, quien lo encontró creciendo fuera de un muro por el camino de los molinos en Yarlington. Posteriormente fue propagado y popularizado por el cultivador Harry Masters, quien también cultivó el cultivar conocido como 'Harry Masters' Jersey '. Primero se plantó ampliamente en Somerset, y luego en Devon y otras áreas productoras de sidra de West Country.
'Yarlington Mill' se cultiva en la National Fruit Collection con el número de accesión: 1989 - 119 y Accession name: Yarlington Mill
'Yarlington Mill' también se encuentra cultivado en el "Tidnor Wood National Collection®" de manzanos para la producción de sidra.

## Características
Tiempo de floración 2 de mayo con el 10% de floración, siendo el 4 de mayo la floración completa (80%), y el 12 de mayo con el 90% caída de pétalos. Siendo la recogida de la cosecha a finales de octubre.
Fruto de tamaño pequeño-mediano; forma globosa-cónica; altura de 54,70 m; anchura 63,60 mm; nervaduras medio débil; corona débil; color de fondo verde amarillo y sobre color rojo. Cantidad de color superior es alto, sobre patrón de color rayado / color sólido rojizo bajo. Color  de carne crema.
Una típica manzana del tipo 'Jersey' de Somerset, está clasificada como una 'agridulce' suave según la clasificación de la manzana de sidra "Long Ashton".